# Illinois State Route 22
Die Illinois State Route 22 (kurz IL 22) ist eine State Route im US-Bundesstaat Illinois, die in Ost-West-Richtung verläuft.
Die State Route beginnt am U.S. Highway 14 in Fox River Grove und endet nach 31 Kilometern in Highland Park am U.S. Highway 41.

## Verlauf
Nach der Abzweigung vom US 14 verläuft die Straße in östlicher Richtung und trifft in North Barrington auf die Illinois State Route 59. Im Westen der Ortschaft Lake Zurich wird die Straße vom U.S. Highway 12 gekreuzt und führt im Anschluss durch den Ela Township, bevor sie im Osten von Long Grove auf die State Route 83 trifft. Vor der Überquerung des Des Plaines Rivers kreuzt die IL 22 die Trasse des U.S. Highways 45 und der State Route 21. An der Grenze zwischen Lincolnshire und Bannockburn passiert die Straße die Interstate 94, die in diesem Abschnitt den Tri-State Tollway bildet. Im Norden von Bannockburn kreuzt sie die Illinois State Route 43, bevor sie nach 31 Kilometern am US 41 in Highland Park endet.